# Mecha BREAK
Mecha BREAK(중국어: 解限机)는 중국의 소프트웨어 기업 금산(金山) 소프트웨어의 자회사 서산거(西山居)가 개발한 메카닉 슈팅 게임으로, 2023년 The Game Awards에서 공식 발표되었다.
이 게임은 2025년 봄에 PC 및 콘솔 플랫폼에서 정식 출시될 예정이며, PC, Steam, 그리고 Xbox 플랫폼 간 크로스플레이를 지원한다. 게임은 중국어, 영어, 일본어 등 5개 언어를 지원한다.

## 배경 스토리
2082년을 배경으로 한 가상 시간선에서, 대규모 태양 코로나 질량 방출로 인해 지구 자기장이 거의 소멸되었고, 지질 활동이 비정상적으로 가속화되었다. 초대형 지진과 화산 폭발이 끊임없이 이어지는 대재앙 속에서, 인간은 방공 도시군과 달 정착지를 피난처로 삼아 생존했고, 인류 문명은 간신히 유지되었다. 파괴된 지형 속에서 메카를 활용한 "심석"(芯石, EIC) 광물 자원의 쟁탈전이 시대의 중심 주제로 떠올랐다.

### 심석과 퇴색 재앙
대재앙 동안, 탄소-실리콘 기반 에너지 광물인 "EIC"(심석)가 분출되었다. 그 원리는 여전히 미스터리로 남아 있지만, 심석은 강한 독성과 급격한 확산성을 지니고 있음이 확인되었다. 이로 인해 "퇴색 구역"이라 불리는 고오염 지역이 전 세계적으로 빠르게 확산되었다. 세계는 점차 "전략 동맹", "연합체", "대양 연방", "월해 공동체" 등 여러 세력으로 분열되었다. 인류는 EIC에 대한 두려움이 커져가고 있음에도 불구하고, 에너지와 기술 개발을 위해 많은 사람들이 퇴색 구역에 뛰어들어 심석을 채굴하며 이를 둘러싼 수많은 분쟁과 갈등이 발생했다.

### 기병(메카닉 병기)
대재앙은 전 세계 교통망을 파괴했고, 기존 차량은 파괴된 지형에서 더 이상 사용할 수 없게 되었다. 이에 달 정착민들이 발명한 보행 기계가 점차 주류로 자리 잡았다. 이러한 보행 기계들은 무장화되어 "기병"(메카닉 병기)으로 발전하게 되었다. 특히 3세대 기병의 등장은 전쟁의 양상을 완전히 바꾸어 놓았다. 이 "의식 투영형 기병"은 EIC 슈퍼컴퓨터 "C-브레인"을 통해 뇌-기계 연결을 실현하며, 조종사의 의식이 기체의 연산에 직접 참여할 수 있도록 했다. 이를 통해 기병의 성능은 비약적으로 향상되었다.

### 월홍(月虹)
이러한 배경 속에서 "월홍"이라는 조직이 등장했다. 월홍은 주요 세력과 독립된 강력한 무장 조직으로, 전 세계적으로 활동하며 심석으로 인해 발생한 퇴색 재앙에 대응하고, 심석의 본질을 밝히기 위해 노력한다. 월홍은 전 세계를 200년 내에 삼킬 것으로 예상되는 퇴색 재앙에 맞서 "대응, 적응, 도피"라는 기존 선택지를 넘어서는 새로운 길을 찾고자 한다. 이 길은 심석이 인도하고, 해제 시스템이 밝혀줄 미래의 길이 될 것이다.

## 게임 플레이
《Mecha BREAK》는 다양한 모드를 제공하며, 주로 팀 대결이나 특정 목표 달성을 중심으로 진행된다. 플레이어는 다섯 가지 역할 중 하나를 선택해 메카닉 캐릭터를 조종할 수 있다. 공격 기체(공격 또는 거점 방어 역할), 방어 기체(대량의 피해를 흡수), 지원 기체(치유 및 팀원 강화), 격투 기체, 저격 기체 등 다양한 분업 역할이 있다.
플레이어가 조종하는 캐릭터 외에도 3명의 NPC 조종사가 추가로 참여할 수 있으며, 조종사는 플레이어와 함께 전장에 출격한다. 조종사가 조종석에 탑승하고 메카닉이 출격하며, 기체가 파괴되어 조종석이 탈출하는 과정과 전투 결과까지 조종사는 애니메이션 연출에 등장한다.

### 메카닉 디자인
플레이어는 자신만의 메카닉과 기체 도색을 자유롭게 커스터마이징할 수 있다.

### 대전 모드
6대6 또는 3대3 규모의 팀 대결을 진행한다.

### 던전 모드
6인 소규모 던전인 "마쉬마크 제도(PvPvE)"에서 전투를 펼친다. 제도 곳곳에 위치한 중요한 거점을 탐험하며, 수비 병력, 거대 기병, 전투함 보스와 교전한다. 플레이어는 전술 물자와 전투 데이터를 확보한 뒤, "펄스 폭풍" 확산 전에 철수하여 안전하게 귀환해야 한다.